# Џокју рат
Џокју рат (1221), краткотрајни грађански рат између присталица цара Го-Тоба и шогуната Камакура под управом регената (шикен) из клана Хоџо. Завршен је победом шогуната и конфискацијом имања царевих присталица.

## Позадина
Након окончања Гемпејског рата (1180—1185) и увођења Камакура шогуната, власт у Јапану прешла је из руку царског двора у Кјоту у руке војних диктатора у Камакури - до 1219. шогуна из породице Минамото, а од 1219. шикена из породице Хоџо. Иако је шогунат формално радио уз пристанак царског двора, у пракси су материјална и политичка моћ царства и дворске аристократије нагло опадали, пошто су шогуни на многа приватна имања (шоен) поставили своје ратнике као намеснике (џито), који су задржавали за себе знатан део прихода. Незадовољан ерозијом царских прихода и политичке моћи, цар Го-Тоба (владао 1198-1221) почео је од 1202. да ствара своју приватну војску у Кјоту, регрутујући у своју гарду незадовољне ратнике, већином из централних и западних области Јапана, које су у Генко рату подржале поражени клан Таира и након успостављања шогуната биле у немилости. Као повод за рат послужило је царево одбијање да именује новог шогуна након смрти Минамото Санетома (1219), последњег шогуна из династије Минамото.

## Рат
Почетком маја 1221. цар Го-Тоба прогласио је владајућег регента Хоџо Јошитокија за непријатеља државе и позвао све верне ратнике на оружје. Царева објава рата стигла је у Камакуру 19. дана петог месеца - у року од недељу дана шогунат је окупио војску од чак 190.000 ратника. За разлику од цара, који је мобилисао разнородну војску присталица и најамника, клан Хоџо позвао је у рат само своје најверније вазале из источног Јапана, који су се одазвали у великом броју. Желећи да брзо окончају рат, војсковође клана Хоџо прешле су у напад и до 15. дана шестог месеца трупе шогуната ушле су у Кјото, након победоносне треће битке на мосту Уџи (1221).

## Последице
Последице ове неуспеле царске побуне биле су велике: цар Го-Тоба и његове присталице на царском двору отеране су у изгнанство. Да би се успоставила чвршћа контрола над Кјотом, дотадашњи војни гувернер Кјота (шуго) замењен је шогуновим намесником са великим овлашћењима (Рокухара тандај), а шогунат је узео право да се директно меша у дворске послове, укључујући и избор цара. Треће, шогунат је од царевих присталица конфисковао око 3.000 поседа (шоен) и поделио огроман број џито именовања својим присталицама са истока, који су тако колонизовали централне и западне области Јапана. Четврто, влада у Камакури почела је да издаје законе, изједначивши се у власти са царским двором. У пракси, Јапан је после 1221. био под двојном управом - царског двора у Кјоту и војног диктатора (шикена Хоџо) у Камакури, с тим што је власт шогуната и његових чиновника (џито, шуго) постепено расла на рачун царске бирократије (кокуши), а приходи од шоена у све већој мери су прелазили у руке ратника - џитоа, иако су и даље сами поседи законски припадали дворској аристократији и храмовима.